# Paroecanthus olmecus
Paroecanthus olmecus är en insektsart som beskrevs av Henri Saussure 1897. Paroecanthus olmecus ingår i släktet Paroecanthus och familjen syrsor. Inga underarter finns listade i Catalogue of Life.